# 広域利根斎場組合
広域利根斎場組合（こういきとねさいじょうくみあい）は、埼玉県加須市・久喜市・幸手市・南埼玉郡宮代町が運営する公営斎場のための一部事務組合である。

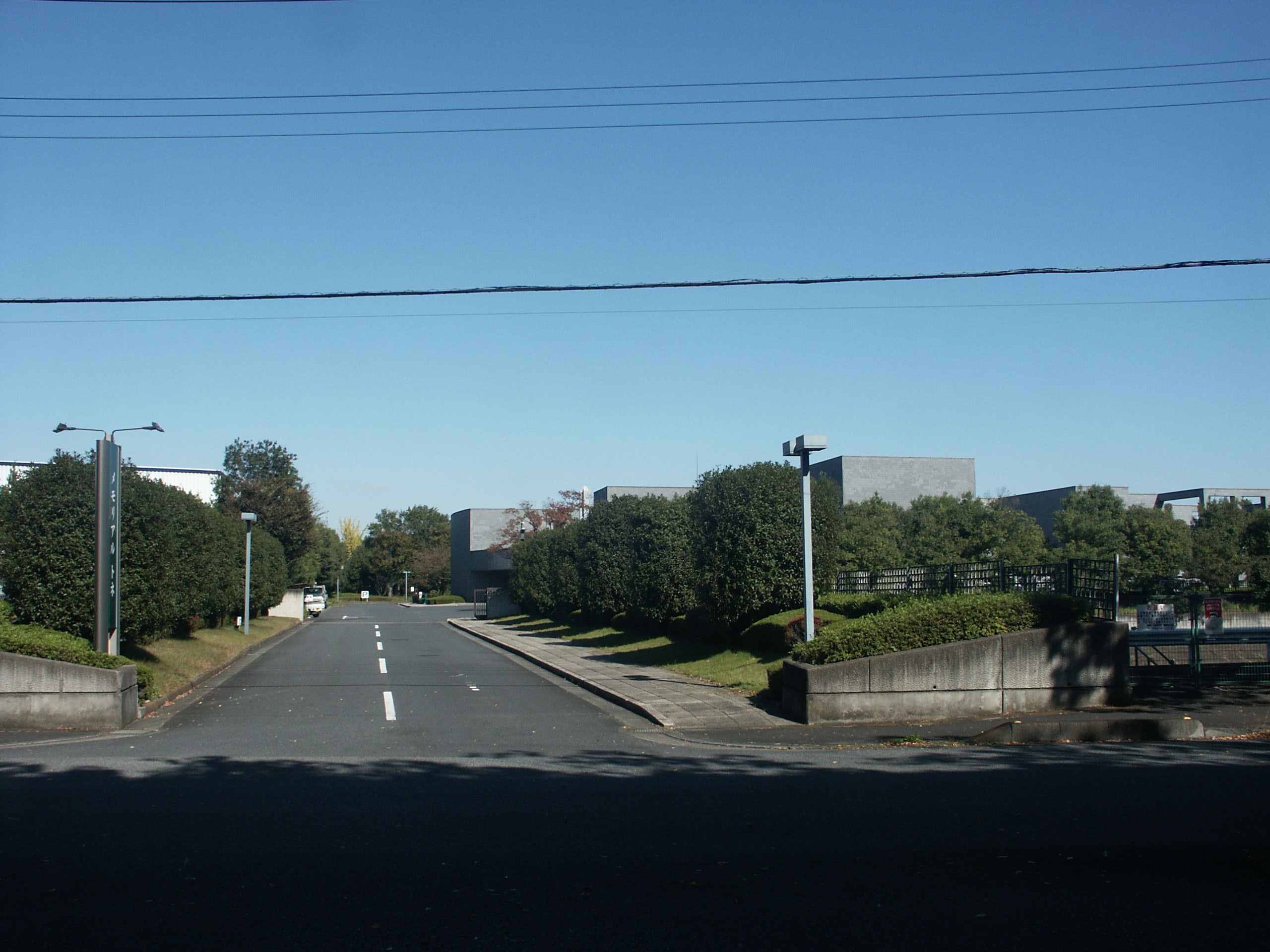
メモリアルトネ

## 概要
1988年（昭和63年）4月1日、加須市、久喜市、幸手市、北埼玉郡北川辺町、北埼玉郡大利根町、北埼玉郡騎西町、南埼玉郡宮代町、南埼玉郡菖蒲町、北葛飾郡栗橋町、北葛飾郡鷲宮町の3市7町で斎場運営（メモリアルトネ）を行うために発足した。1991年（平成3年）メモリアルトネの供給を開始。
2010年（平成22年）3月、構成市町村の加須市、北川辺町、大利根町、騎西町が合併し加須市に、久喜市、菖蒲町、栗橋町、鷲宮町が合併し久喜市になったことから構成市町は3市1町となった。

## メモリアルトネ
円形を基調とした近代的な斎場として設計された。火葬炉は大型炉8基、小動物炉1基。葬祭場は、大式場が150席、小式場は60席収容可能となっている。
- 所在地 埼玉県加須市川口4-3-5
- アクセス
  - 東武伊勢崎線鷲宮駅東口よりタクシーで約5分